# Alena Bartošová
Alena Bartošová (* 17. September 1944 in Pipice) ist eine ehemalige tschechoslowakische Skilangläuferin.
Bartošová errang bei den Lahti Ski Games 1970 den zweiten Platz und im Jahr 1971 den dritten Platz mit der Staffel. Bei den Olympischen Winterspielen 1972 in Sapporo belegte sie den 27. Platz über 10 km, den 16. Rang über 5 km und den sechsten Platz mit der Staffel. Ihren größten internationalen Erfolg hatte sie bei den Nordischen Skiweltmeisterschaften 1974 in Falun. Dort gewann sie die Bronzemedaille mit der Staffel. Anfang März 1974 siegte sie bei den Lahti Ski Games mit der Staffel und belegte im Lauf über 10 km den dritten Platz. Ihre letzten internationalen Rennen absolvierte sie bei den Olympischen Winterspielen 1976 in Innsbruck. Dort lief sie auf den 35. Platz über 10 km und auf den sechsten Rang mit der Staffel.
Bei den tschechoslowakischen Meisterschaften siegte Bartošová siebenmal mit der Staffel (1969–1975) und einmal über 10 km (1973).